# カナダとシエラレオネの関係
カナダとシエラレオネの関係（英語: Canada–Sierra Leone relations, フランス語: Relations entre le Canada et le Sierra Leone）は、カナダとシエラレオネの二国間関係を指す。
カナダとシエラレオネの二国間関係は、シエラレオネがイギリスから独立を認められた1961年に初めて確立された。カナダは、ガーナのアクラにある高等弁務官事務所を通じて、シエラレオネに代表を派遣している。シエラレオネは、ワシントンD.C.にある大使館を通じてカナダに代表を派遣している。
カナダとシエラレオネは、どちらもイギリス連邦の一部である。

## 歴史
カナダとシエラレオネは1961年に初めて国交を樹立した。両国は国連平和構築委員会を含む多くの分野で協力している。
カナダとシエラレオネは、一種の独特な歴史的つながりによって結ばれている。
現在のシエラレオネの首都であるフリータウンは、ハリファックスを始めとするノバスコシア州からの移民も含め、1,000人以上の入植者たちによって1792年に設立された。彼らのほとんどは、アメリカ独立戦争後に北米に残っていたイギリス領に自由を求めていたアメリカ出身の元奴隷であった。現在でもフリータウンでは、建築様式や通りの名称や企業の名前などに、カナダ沿海州の影響を見ることが出来る。今日では、この二国の親和性がカナダとシエラレオネの国連平和構築委員会を始めとするさまざまな場で幅広い問題について協力することができるという良好な協力関係に反映されている。

## 軍隊
カナダ海軍が、シエラレオネを2017年に訪問した。

## 鉱業
シエラレオネ内戦の際、トロントの企業であるレックス・ダイヤモンド・マイニング社はシエラレオネ政府に対して380万米ドル相当の軍事装備を提供した。同じくカナダ企業のアムキャン・ミネラルズ（Amcan Minerals Ltd.）は、南アフリカの警備会社アームセック・インターナショナル（ArmSec International）を買収し、カナダ軍の退役中佐であるエドウィン・D・サンフォード（Edwin D. Sanford）をシエラレオネでの事業の運営責任者として雇用した。
ダイヤモンドワークス社（DiamondWorks Ltd.）は民間軍事会社のエグゼクティブ・アウトカムズ社と提携して、反政府武装勢力である革命統一戦線からコイドゥ鉱山を奪還した。エグゼクティブ・アウトカムズはヘリコプターのガンシップと空中爆発型爆薬による曳火砲撃を遂行し、半径1.6キロメートル以内のすべての生命を壊滅させた。1998年、エグゼクティブ・アウトカムズの社員はバンクーバーの鉱業投資家に対し、ボーキサイト採掘を円滑にして促進するための別の対RUF軍事作戦を提案した。